# O Mestre (livro)
O Mestre é um romance de Colm Tóibín, classificado pelo The New York Times como um dos 10 mais notáveis livros de 2004. Trata-se de um romance biográfico que utiliza alguns episódios da vida de Henry James, para fazer um sublime e delicado retrato íntimo do famoso escritor norte-americano.

## Prémios
- International IMPAC Dublin Literary Award, 2006
- nomeado para o Booker Prize, 2004
- Los Angeles Times Novel of the Year, 2004
- Stonewall Book Award, 2004